# Station IBM
IBM (IBM railway station, voorheen IBM Halt) is een voormalig spoorwegstation van National Rail in Inverclyde in Schotland. Het station was eigendom van Network Rail. Het station staat op het terrein van een voormalige computerfabriek van IBM en is in 1978 geopend om de medewerkers van de fabriek te vervoeren. Vanwege het verdwijnen van de bedrijvigheid rond het station daalde het aantal reizigers tot 768 op jaarbasis in de telperiode 2017/18.  Vanwege problemen met sociale veiligheid rond het station, veroorzaakt door de neergang van de bedrijvigheid in de omgeving, stoppen sinds 9 december 2018 geen treinen meer op het station. 